# Апостольский викариат Бени
Апостольский викариат Бени (лат. Vicariatus Apostolicus Benensis) — апостольский викариат Римско-Католической Церкви с центром в городе Тринидад, Боливия. Апостольский викариат Бени подчиняется непосредственно Святому Престолу. Кафедральным собором апостольского викариата Бени является церковь Пресвятой Троицы.

## История
1 декабря 1917 года Римский папа Бенедикт XV издал бреве «Quae catholico nomini», которым учредил апостольский викариат Бени, выделив его из епархии Санта-Крус-де-ла-Сьерры (сегодня — архиепархия Санта-Крус-де-ла-Сьерры).
29 апреля и 1 сентября 1942 года апостольский викариат Бени передал часть своей территории для образования соответственно апостольских викариатов Пандо и Рейеса.

## Ординарии
- епископ Ramón Calvó y Martí, O.F.M.[1] (13.08.1919 — 5.03.1926);
- епископ Pedro Francisco Luna Pachón, O.F.M. (10.07.1926 — 1953);
- епископ Carlos Anasagasti Zulueta, O.F.M. (29.06.1953 — 17.11.1986);
- епископ Julio María Elías Montoya, O.F.M. (с 17 ноября 1986 года).